# Округ Рајна-Лан
Округ Рајна-Лан је округ на истоку немачке државе Рајна-Палатинат.
Површина округа је 782,31 km². Крајем 2009. имао је 124.474 становника. Има 137 насеља, од којих је седиште управе у Бад Емсу.